# Raúl de la Torre
Raúl de la Torre, né le 19 février 1938 à Zárate (Buenos Aires) et mort le 19 mars 2010 à Buenos Aires, est un réalisateur et scénariste argentin. Récompensé par six prix internationaux au cours de sa carrière, notamment le Condor d'argent du meilleur film pour Juan Lamaglia y señora et El infierno tan temido. Son film Pauvre Papillon fait partie de la sélection officielle pour la Palme d'or du  festival de Cannes 1986. Il est directeur du Fonds National des Arts de 1992 à 1996.

## Biographie
Raúl de la Torre est formé au Colegio Nacional de La Plata puis suit les cours de l'École nationale des beaux-arts et de l'Académie supérieure des arts visuels, toutes deux à Buenos Aires,.
Il est considéré comme l'un des plus importants réalisateurs argentins de spots publicitaires, collaborant avec plusieurs agences nationales et internationales,. Parmi ses œuvres figurent des documentaires industriels pour les multinationales Italimpianti et Renault.
Il écrit ou coécrit tous ses films, le premier étant Juan Lamaglia y señora en 1970. Avec ce premier film, il remporte le Condor d'argent du meilleur réalisateur et du meilleur scénario original, ainsi que le prix du jury au Festival international du film de Mar del Plata et est nommé pour l'Espiga de Oro au Festival international du film de Valladolid.
Il réalise douze longs métrages et participe à plus de vingt festivals internationaux. Avec Pauvre Papillon, il est nommé pour la Palme d'or au Festival de Cannes 1986. Il travaille également occasionnellement pour la télévision, et écrit une partie de la musique de ses films.
Il est président de l'Association des producteurs de films indépendants d'Argentine entre 1976 et 1979 et entre 1983 et 1985. Il dirige également le Fonds national pour les arts entre 1992 et 1996 et est membre du conseil d'administration de l'Association argentine des auteurs et producteurs entre 1997 et 1999.
Il a été nommé parmi les « cinq meilleures figures de l'histoire du cinéma argentin » par la Fondation Konex,.
Raúl de la Torre a des relations amoureuses avec l'actrice Graciela Borges, son interprète fétiche, et avec Andrea del Boca, de vingt-sept ans sa cadette.
.
Raúl de la Torre meurt le 19 mars 2010, à l'âge de soixante-douze ans, à la suite d'une défaillance cardio-respiratoire,.

## Filmographie

### Réalisateur
- Peperina (1995)
- Funes, un gran amor (1993)
- Color escondido (1988)
- Pauvre Papillon (1986)
- Pubis Angelical (1982)
- El infierno tan temido (1980)
- Sola (1976)
- La revolución (1973)
- Heroína (1972)
- Crónica de una señora (1971)
- Juan Lamaglia y señora (1970)

### Coréalisateur
- The Players vs. Ángeles caídos (1969)

### Scénariste
- Peperina (1995)
- Funes, un gran amor (1993)
- Color escondido (1988)
- Pauvre Papillon (1986)
- Pubis Angelical (1982)
- Sola (1976)
- La revolución (1973)
- Heroína (1972)
- Crónica de una señora (1971)
- Juan Lamaglia y señora (1970)

## Prix et distinctions
| Année                                                | Catégorie                                                       | Film                   | Résultat   |
| ---------------------------------------------------- | --------------------------------------------------------------- | ---------------------- | ---------- |
| Condor d'argent 1971                                 | Meilleur film                                                   | Juan Lamaglia y señora | Lauréat    |
| Condor d'argent 1971                                 | meilleur scénario original (partagé avec Héctor Grossi)         | Juan Lamaglia y señora | Lauréat    |
| Festival international du film de Mar del Plata 1970 | prix spécial du jury                                            | Juan Lamaglia y señora | Lauréat    |
| Festival international du film de Mar del Plata 1970 | Meilleur film international                                     | Juan Lamaglia y señora | Nomination |
| Condor d'argent 1981                                 | meilleur scénario adapté                                        | El infierno tan temido | Lauréat    |
| Condor d'argent 1981                                 | meilleur réalisateur                                            | El infierno tan temido | Lauréat    |
| Festival du cinéma ibéro-américain de Huelva 1986    | prix Colón de Oro du meilleur film                              | Pauvre Papillon        | Lauréat    |
| Festival de Cannes 1986                              | sélection officielle                                            | Pauvre Papillon        | Nomination |
| Festival du film de Bogota 1987                      | prix du Cercle précolombien d'or du meilleur film sud-américain | Pauvre Papillon        | Lauréat    |